# Македон, Юрий Николаевич
Юрий Николаевич Македон (род. 24 октября 1980, Могилёв-Подольский, Винницкая область) — украинский политик, Народный депутат Украины VIII созыва из фракции БПП.

## Образование
- В 1987 году начал обучение в городской средней школе № 3, которую закончил в 1998 году с золотой медалью. В 1998 году успешно прохошёл испытания в Службе безопасности Украины и был принят на обучение в Национальный университет «Юридическая академия Украины имени Ярослава Мудрого» на факультет подготовки следственных кадров для органов СБУ. В 2002 году за высокие показатели в учебе и спортивные достижения, признан одним из лучших курсантов университета.[1] В 2003 году окончил университет с красным дипломом, получив звание лейтенанта СБУ.[2]

## Карьера
- 2003—2008 годы — оперативный сотрудник СБУ, капитан.
- 2008—2009 годы — подполковник СБУ, руководитель направления борьбы с коррупцией в судебных и правоохранительных органах.
- 2009 год — уволился из Службы Безопасности Украины, занялся адвокатской деятельностью и начал активную общественно-политическую работу.[3]
- 2009—2014 годы — руководитель ООО «Виктория транспорт».
- 2010 год — выдвинут «Фронтом перемен» на местных выборах в Винницкий областной совет. Стал единственным мажоритарным депутатом от ПП «Фронт Перемен» в Винницком облсовете.
- С 27.11.2014 года — Народный депутат Верховной Рады Украины VIII созыва. Член фракции партии «Блок Петра Порошенко».[4]
- 25 декабря 2018 года включён в список украинских физических лиц, против которых российским правительством введены санкции[5].

## Членство в депутатских группах
- Член Комитета Верховной Рады Украины по вопросам правовой политики и правосудия[6]
- Член группы по межпарламентским связям с Республикой Польша[7]
- Член группы по межпарламентским связям с Княжеством Лихтенштейн[8]
- Член группы по межпарламентским связям с Японией[9]
- Член группы по межпарламентским связям с Китайской Народной Республикой[10]

## Семья
Женат.